# Verwaltungsgemeinschaft Stadtprozelten
In der Verwaltungsgemeinschaft Stadtprozelten im unterfränkischen Landkreis Miltenberg haben sich folgende Gemeinden zur Erledigung ihrer Verwaltungsgeschäfte zusammengeschlossen:
1. Altenbuch, 1238 Einwohner, 37,64 km²
2. Stadtprozelten, Stadt, 1573 Einwohner, 10,87 km²

Sitz der 1978 gegründeten Verwaltungsgemeinschaft ist Stadtprozelten.
Der Verwaltungsgemeinschaft hatten bis 31. Dezember 1979 auch die Gemeinden Collenberg und Faulbach angehört. Ferner wurde zum 1. Januar 1994 die Gemeinde Dorfprozelten entlassen.